# Explorer 33

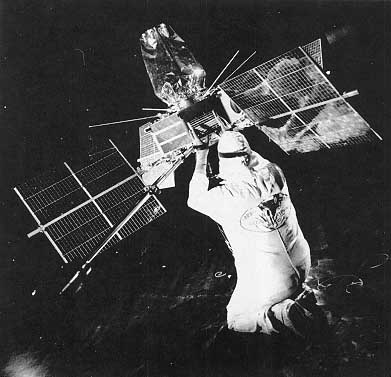
Explorer 33 (1966)

Explorer 33 (auch bekannt als AIMP 1, IMP-D und 02258) war der erste Versuch der USA einen Satelliten in die Mondumlaufbahn zu befördern. Dort sollte dieser zur Erforschung des Magnetfeldes, der plasma- und energetischen Partikeln im Umfeld des Mondes beitragen. Der Explorer 33 wurde am 1. Juli 1966 gestartet, konnte aber aufgrund eines Raketenfehlers nicht vom Gravitationsfeld des Mondes eingefangen werden und erreichte dadurch nur einen Erdorbit. Die Mission lieferte trotz alledem wertvolle Daten über den erdnahen Raum.

## Aufbau des Satelliten
Neben den Standardsystemen zum Energie-, Thermalmanagement, der Kommunikation usw., wurde der Satellit wurde mit sieben Experimenten ausgestattet. Die Satellitensysteme werden im Nachfolgenden kurz beschrieben.

### Die Experimente
1. Experiment zur Messung von ionisierender Strahlung
  - Institution: Universität von Kalifornien
  - Sensoren: 1× Ionisationskammern, 2× Geiger-Müller-Zählrohre
  - Das Experiment konnte unterschiedliche Energieniveaus von Elektronen und Protonen, mittels drei Sensoren, messen. Dies sollte Aufschlüsse über deren Vorkommen, Intensität und Auswirkung geben. Dies beinhaltet interplanetare Ionen und deren Verhältnis zu magnetischen Stürmen, Ionen die über die Magnetosphäre von der Erde entweichen und die Beobachtung der galaktischen kosmischen Strahlung.
2. Experiment zur Messung thermischer Ionen und Elektronen
  - Sensor: Faraday-Becher
  - Das Experiment diente der Bestimmung der Anzahl, der Intensität und der Temperatur der vorkommenden Ionen und Elektronen.
3. Experiment zur Messung energiegeladener Partikel
  - Institution: Universität von Iowa
  - Sensoren: 1× PN-Halbleiter, 3× Geiger-Müller-Zählrohre
  - Das Experiment sollte die räumliche, zeitliche und richtungsabhängige Verteilung von Elektronen im Erdmagnetfeld bei ca. 60 Erdradien und die solare Röntgenstrahlung untersuchen.
4. Experiment zur Messung des Plasmaflusses im Weltraum
  - Institution: Massachusetts Institute of Technology
  - Sensoren: Faraday-Becher
  - Das Experiment diente der räumlichen und zeitlichen Messung der Plasmaeigenschaften.
5. Experiment zur Messung des magnetischen Feldes
  - Institution: Ames Research Center
  - Sensoren: 3× Förster-Sonden (Magnetometer)
  - Das Experiment diente der Messung des Magnetfeldes bzgl. der Stärke und Richtung, sowie dessen räumliche und zeitliche Variationen.
6. Experiment zur Messung des magnetischen Feldes
  - Institution: Goddard Space Flight Center (GSFC)
  - Sensoren: 3× Förster-Sonden (Magnetometer)
  - Das Experiment sollte präzise den Vektor des magnetischen Feldes, auf einem spin-stabilisierten Satelliten, messen. Ziel war es, das interplanetare und lunare Magnetfeld zu vermessen und dessen Interaktionen zu bestimmen.
7. Experiment zur Messung der Schäden an Solarzellen
  - Institution: Goddard Space Flight Center (GSFC)
  - Sensoren: 16 Solarzellen (1 × 2 cm) à 4 Gruppen, Thermistoren (Gewicht: 100 g)
  - Das Experiment untersuchte verschiedene Schutzbeschichtungen für Solarzellen und deren Leistungsverhalten über die Zeit. Hierfür wurden verschiedene Tests am Boden durchgeführt, um diese mit den Messungen im Orbit vergleichen zu können.

### Der Satellitenbus
Das Hauptaugenmerk bei der Satellitenentwicklung galt den Umweltbedingungen beim Start (Vibrationen), der Inbetriebnahme (Beschleunigung und Entschleunigung auf Spin-Drehzahl, Ausklappen der Solarzellen und Magnetometer) und beim Betrieb der Experimente. Im nachfolgenden weitere Angaben zum Satellitenbus bzw. dem Satelliten:
- Struktur: Der AIMP war modular aufgebaut in Bezug zur Integration der Experimente. Es wurden die Materialien Aluminium, Magnesium, Nylon, POM und Fiberglas aufgrund von Gewichtseinsparungen und der nicht-magnetisierbaren Eigenschaft verwendet. Das Strukturgewicht entsprach 15 % des Startgewichtes.
- Thermalkontrollsystem: Passive Temperaturregulierung mittels entsprechender Oberflächenbeschichtungen, Isolierungen und Auswahl geeigneter Materialien.
- Bahn- und Lageregelung: Ablauf der Spinstabilisierung – die dritte Oberstufe beschleunigt die Nutzlast, nach erfolgtem ausbrennen der zweiten Oberstufe, auf 150 1/min und führte danach die dritte Beschleunigungsphase (Einschuss in den Transferorbit zum Mond) aus. Nachdem die dritte Oberstufe ausbrannte wurde die Drehzahl auf 100 1/min reduziert und erreichte nach dem Ausklappen der Solarzellen und der Magnetometer ungefähr 27 1/min.
- Antriebssystem: Feststofftriebwerk mit APCP als Treibstoff das einen spezifischen Impuls (im Vakuum) von 275 s lieferte.
- Energieversorgung: Vier Solarmodule mit einem entsprechenden Batterie- und Lade-/Entladeregulierungssystem. Der DC/DC-Konverter stellte Spannungen von 12, 20 und 28 V zur Verfügung. Die Solarzellen lieferten maximal 66 W, wobei ein Verbrauch von maximal 52 W auftrat.
- Telemetrie und Datensystem: Verschiedene Kodierer für die Experimente und Instrumente, Transmitter und Antennensystem.

## Erkenntnisse
Durch die GSFC Magnetometer konnten die Erkenntnisse, aus der Explorer 18 (IMP-1, IMP-A) Mission, durch Explorer 33 bestätigt werden. Explorer 18 vermaß die Vektoren des Erdmagnetfeldes zwischen 7 und 30 Erdradien. Aus den Messungen konnte die Verformung der Magnetosphäre aufgrund des Sonnenwindes bestimmt werden. Die Messungen zeigten bei 30 Erdradien (sonnenabgewandter Seite) eine parallele Ausrichtung des Magnetfeldes zur Sonne-Erde-Linie (eine Art „Magnetfeldschweif“). Dies wurde auch schon durch Explorer 10 und 14 identifiziert. Auf der sonnenzugewandten Seite wurden eine Schockfront bei der Magnetosphäre und das interplanetare Magnetfeld identifiziert. Explorer 33 konnte diese Daten bestätigen, u. a. das der Magnetfeldschweif auch noch bei 80 Erdradien (~510.000 km, große Halbachse des Mondes: 384.400 km) vorhanden ist.
Die Sonde konnte neben der Vermessung der Magnetosphäre auch Daten bzgl. den vorkommenden Protonen, des solaren Plasmas etc. aufzeichnen und dadurch die Erkenntnisse zu den erdnahen Umweltbedingungen erweitern.

## Anmerkung
Unterschiede in der Orbitparameterangabe von Seiten der NASA zu anderen Quellen können in der Variation dieser aufgrund von Bahnstörungen von Seiten des Mondes gesehen werden. Diese Störungen führten dazu, dass das Perigäum zwischen 32.000 km und 200.000 km, das Apogäum zwischen 400.000 km und 600.000 km und die Inklination zwischen 5° und 50° schwankten. Die Unterschiede der Massenangabe von 212 kg und 57,1 kg konnten noch nicht identifiziert werden, wobei die Vermutung nahe liegt, dass die eine Angabe die Treibstoffmassen berücksichtigt. Auch existieren Unterschiede bei der Angabe des aufgetretenen Fehlers der Raketenstufe (2. oder 3. Stufe), so dass ein Einfangen durch das Mondgravitationsfeld nicht erfolgen konnte. Da keine exakte Angabe vorhanden ist, mit welcher Delta-Rakete Explorer 33 gestartet wurde (Explorer 29 mit einer Delta-E) ist eine Aussage diesbezüglich nicht möglich.
Der AMIP-D (Anchored Interplanetary Monitoring Platform) sollte ursprünglich einen Mondorbit mit den Parametern: Lunar-Apogäum von 6.440 km, Lunar-Perigäum von 1.288 km und eine Lunar-Inklination von 175° erreichen.